# Wonderswan Color
Wonderswan Color är en bärbar spelkonsol och uppföljaren till Wonderswan, utgiven i Japan den 9 december år 2000. I Japan konkurrerade den direkt med Game Boy Advance.

### Fotnoter
1. ↑  ”WonderSwan Color” (på engelska). Internet Game Database. https://www.igdb.com/platforms/wonderswan/version/wonderswan-color. Läst 18 mars 2017.